# Галвестон (округ)
О́круг Галвестон (англ. Galveston county) — округ штата Техас Соединённых Штатов Америки. На 2000 год в нём проживало 250 158 человек. По оценке бюро переписи населения США в 2008 году население округа составляло 288 239 человек. Окружным центром является город Галвестон.

## История
Округ Галвестон был сформирован в 1838 году из участков округов Бразория, Харрис и Либерти. Он был назван в честь Бернардо де Гальвеса, губернатора Территории Луизианы.